# Torre de Montferri
|  | Vegeu altres significats a Torre del Moro |

La Torre de Montferri o Torre del Moro és un monument protegit com a bé cultural d'interès nacional del municipi de Montferri (Alt Camp). És situada al cim de la carena de la Torre Grossa, al sud de la vila i a 376 metres d'altitud. Des de la fortificació hi ha una bona panoràmica del sector oriental de l'Alt Camp, travessat de nord a sud pel riu Gaià.

## Descripció
És de planta ovalada a la part exterior i circular a la interior. Té 15,66 metres de diàmetre i 8 metres d'alçada. El gruix dels murs és d'1,30 metres. Actualment, és d'un sol pis cobert per un terrat. El trespol és una volta que no arriba a ser de mig canó i es troba ornamentada amb un dibuix d'encofrat de canya. Hi ha una petita obertura que comunica amb el terrat, i que hauria donat accés al segon pis, del que només se'n conserven uns 2 m d'alçada. En aquesta planta superior s'hi poden veure diverses troneres i les restes del que podia haver estat una porta original per on s'accedia a la torre. Actualment la porta d'accés es troba a la planta baixa, encarada al nord, però es tractaria d'una reforma posterior. A la base hi ha dues grans obertures.

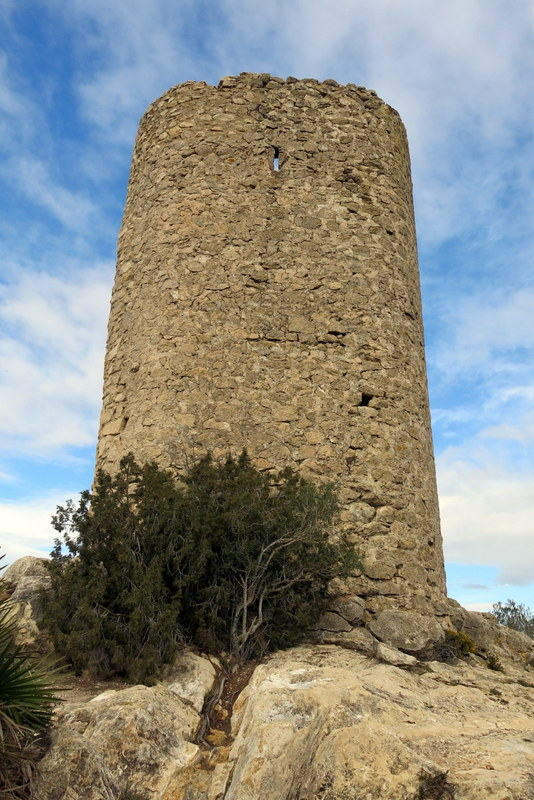
Torre de Montferri (2018)

Les dues cares de les parets, l'exterior i l'interior, són fetes amb pedres molt poc treballades, col·locades en filades i unides amb morter de calç dur. Els carreus fan unes mides d'uns 20 cm d'alt per 45 cm de llarg. A la cara exterior hi ha unes ratlles paral·leles, separades uns 20 cm que sembla que vulguin imitar carreus més escairats. A la cara nord-oest hi ha diversos forats, en dos nivells diferents, potser destinats a suportar les bigues d'algun edifici adossat. Ha estat restaurada i s'han reconstruït alguns fragments del mur, sobretot del costat meridional.
Encara que no es pugui assegurar, la torre es dataria en un moment proper a l'any 1000, relacionant-la amb altres construccions que tenen la mateixa planta oblonga amb extrems arrodonits com la torre del Papiol, la torre de Can Pascol o el castell de Font-rubí, totes del Penedès. Quan fou construïda segurament era ben bé uns 2 m més alta.

## Història
La denominació de torre del Moro és donada pels habitants de Montferri, mentre que els de les viles properes la coneixen amb el nom de torre de Montferri.
Segons Emma Liaño Martínez (Universitat Rovira i Virgili, department d'Història i Història de l'Art), el seu origen i el d'altres torres erigides en aquesta zona, es relaciona amb el procés de recuperació del territori ocupat pels musulmans. Potser fou una torre de guaita del castell de Castellví de la Marca (Alt Penedès). La seva missió era vigilar els límits occidentals de la Marca. Del «Munt Ferriolum» hi ha esment l'any 1010, i posteriorment, l'any 1059, anomenant-lo «Monte Ferreo».
El topònim Montferri va passar a denominar, a partir del 1917, el poble de Puigtinyós. En el domini de Puigtinyós, s'observa el llinatge dels Castellvell-Montcada, i després del 1233 i per donació de la vídua Garsenda i del fill Gastó de Montcada a favor del monestir de Santes Creus, la presència d'aquest monestir. El 1594 Montferri era de Francesc Joan de Tamarit, senyor de Rodonyà.
Actualment es troba esquerdada pels efectes d'un llamp, tot i que ja al segle xix presentava un estat ruïnós. A principis dels anys 90 s'hi realitzaren treballs de restauració consistents en la reconstrucció de les parets de la part meridional i la transformació de la coberta en un terrat. Fou consolidada l'any 1991 gràcies a un conveni per a la seva restauració en el que hi van participar l'Ajuntament de Montferri, la Diputació de Tarragona i la Generalitat de Catalunya.